# Palazzo Comunale (Sovana)
Il Palazzo Comunale, noto anche come Palazzo dell'Archivio, è uno storico edificio situato nel centro di Sovana. La sua ubicazione è sul lato corto occidentale di Piazza del Pretorio.

## Storia
Il palazzo fu costruito nel XII secolo per ospitare la sede comunale di Sovana, che proprio in quel periodo conosceva una forte espansione dopo i fasti di epoca etrusca.
L'originaria struttura di epoca medievale rimase intatta fino al 1433, anno in cui Sovana fu assediata per rappresaglia dalle truppe della Contea di Pitigliano, a seguito dell'uccisione del conte Gentile Orsini: i gravi danneggiamenti subiti dalla struttura resero necessario un profondo intervento di ristrutturazione. Nel 1588 fu realizzato l'orologio e, in epoca seicentesca, fu aggiunto il campanile a vela: proprio durante il Seicento il palazzo iniziò ad ospitare l'archivio di Sovana, ragione per la quale è noto anche con questa denominazione.

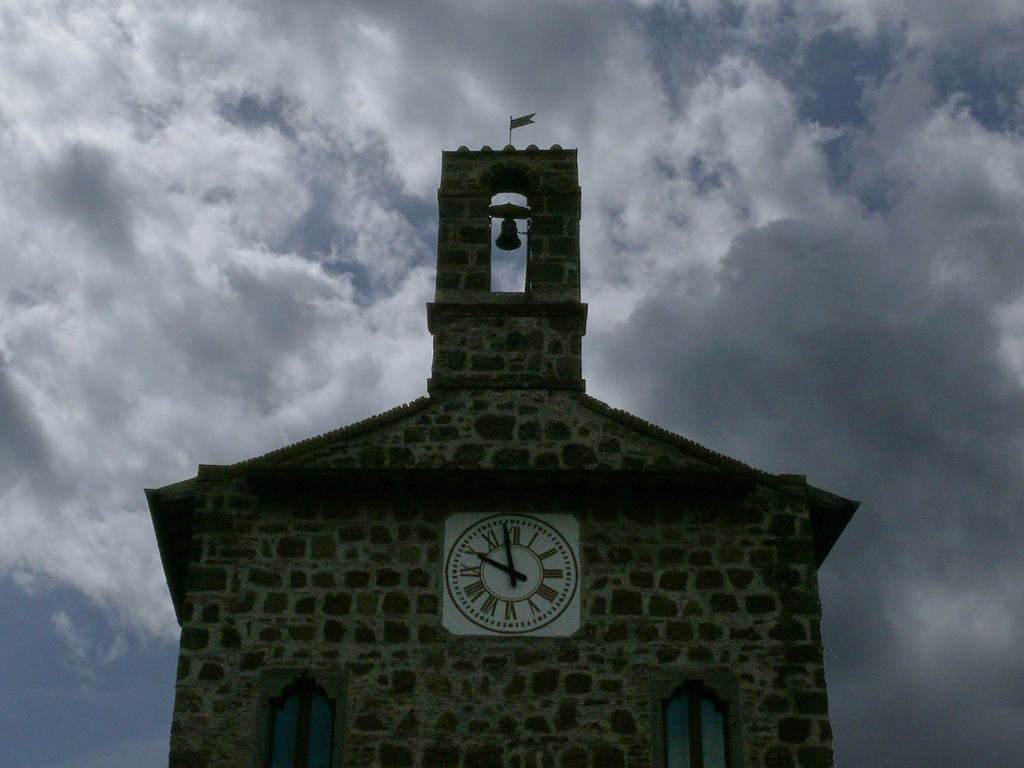
La parte superiore della facciata del Palazzo Comunale (o dell'Archivio)

Tra la seconda metà dell'Ottocento e i primi del Novecento l'edificio conobbe un lungo periodo di degrado; una serie di recenti restauri hanno permesso di riportarlo all'antico splendore, recuperando pienamente anche le parti che versavano in pessime condizioni.

## Descrizione
Il Palazzo Comunale (o Palazzo dell'Archivio) è costituito da due corpi di fabbrica addossati di forma rettangolare: quello che si affaccia sulla piazza si articola su tre livelli, mentre quello retrostante è costituito da due livelli, essendo privo dell'ultimo piano. Le pareti esterne si presentano interamente rivestite in conci di tufo e, sulla facciata laterale meridionale, digradano con un basamento a scarpa che interessa entrambi i corpi di fabbrica.
La facciata principale, posta sul lato più breve del perimetro planimetrico, si affaccia sul lato corto occidentale di Piazza del Pretorio, da cui è possibile accedere attraverso il semplice portale d'ingresso di forma rettangolare che si apre al centro della medesima facciata. Al primo livello rialzato si apre una sola finestrella ad arco nella parte centrale, mentre al secondo livello rialzato vi si aprono due finestre identiche (una su ciascun lato della facciata). Al centro della parte sommitale è collocato un grande orologio di forma quadrangolare coperto da una piccola tettoia, sopra il quale si eleva un caratteristico campanile a vela, con una campana collocata nella cella, che trova appoggio sulla parte centrale del tetto che copre la facciata.